# نورس أحمر الساق
نورس أحمر الساق (الاسم العلمي: Rissa brevirostris) (بالإنجليزية: Red-legged Kittiwake) هو نوع من الطيور يتبع جنس نورس الريسا من الفصيلة النورسية.